# Nens robats
Nens robats (títol original: Il ladro di bambini) és una pel·lícula italiana dirigida per Gianni Amelio, estrenada l'any 1992. Ha estat doblada al català.

## Argument
Al suburbi de Milà, una siciliana acusada de prostituir la seva filla Rosetta, d'11 anys, és detinguda. El carabiner Antonio és encarregat d'escortar la noieta i el seu germà a una llar religiosa a Civitavecchia. Però els dos nens no hi són acceptats. Antonio llavors els ha de portar a Sicília, a un institut especialitzat.

## Repartiment
- Enrico Lo Verso: Antonio
- Valentina Scalici: Rosetta
- Giuseppe Ieracitano: Luciano
- Florence Darel: Martine
- Marina Golovine: Nathalie
- Fabio Alessandrini: Grignani
- Agostino Zumbo: Priest
- Vitalba Andrea: la germana d'Antonio
- Massimo De Lorenzo: Papaleo
- Celeste Brancato: la filla al sopar
- Vincenzo Peluso: un carabiner
- Santo Santonocito: un carabiner
- Renato Carpentieri: el cap de la policia
- Maria Pia Di Giovanni: la mamà de Rosetta i Luciano
- Lello Serao: l'home aturat
- Antonino Vittorioso: el lladre de càmeres

## Premis i nominacions
- Gran Premi i Premi del jurat ecumènic al Festival de Canes 1992[3]
- Nominada al Gran Premi de la Unió de la critica de cinema l'any 1993.
- David di Donatello: 5 premis, incloent-hi millor pel·lícula. 11 nominacions

## Crítica
- "Cinta ferotge i sincera que beu de la millor tradició neorealista. Sens dubte, un dels millors films del cinema italià recent"[4]